# متکازین
متکازین، روستایی است از توابع بخش یانه‌سر شهرستان بهشهر در استان مازندران ایران.

## جمعیت
این روستا در دهستان عشرستاق قرار دارد و براساس سرشماری مرکز آمار ایران در سال ۱۳۸۵، جمعیت آن ۳۹۹ نفر (۷۸خانوار) بوده‌است. مردم مِتکازین از قومیت طبری هستند. مردم مِتکازین به زبان طبری (مازندرانی) سخن می‌گویند.